# Goudier-Insel
Die Goudier-Insel (französisch Îlot Goudier) ist eine Insel im Südosten des Palmer-Archipels westlich der Antarktischen Halbinsel. Sie befindet sich vor der Wiencke-Insel im Naturhafen Port Lockroy. Die felsige Insel ist Standort einer kleinen Antarktis-Station. Die Goudier-Insel dient zudem als Nistplatz für Eselspinguine.
Teilnehmer der Vierten Französischen Antarktisexpedition (1903–1905) unter der Leitung des französischen Polarforschers Jean-Baptiste Charcot kartierten und benannten sie. Namensgeber ist Ernest Goudier, leitender Maschinist des Schiffs Français bei dieser Forschungsreise.
Die Forschungsstation Port Lockroy wurde 1944 auf der Goudier-Insel gegründet und 1962 wieder geschlossen. Die Gebäude wurden 1996 restauriert und dienen seitdem als Anlaufziel für den Kreuzfahrtschiff-Tourismus. Es wird ein kleines Museum betrieben und zeitweise das (nach eigenen Angaben) einzige Postbüro in der Antarktis.